# OMOTENASHI
OMOTENASHI (Outstanding MOon exploration TEchnologies demonstrated by NAno Semi-Hard Impactor) är en liten rymdfarkost och "halvhård" landare i 6U CubeSat-format som kommer att demonstrera lågkostnadsteknologi för att landa och utforska månens yta. CubeSat kommer också att göra mätningar av strålningsmiljön nära månen såväl som på månens yta. Omotenashi är ett japanskt ord för "välkommen" eller "gästfrihet".
OMOTENASHI kommer att vara en av tio CubeSats som ska åka med i Artemis 1-uppdraget in i en heliocentrisk omloppsbana i cislunarrymden med Space Launch System (SLS), med planerad uppskjutning 2022.